# William Henderson (strzelec)
William Jackson Henderson (ur. 4 listopada 1929 w Ames) – strzelec z Wysp Dziewiczych Stanów Zjednoczonych, olimpijczyk. 
Brał udział w Letnich Igrzyskach Olimpijskich 1984 (Los Angeles). Startował tylko w konkurencji pistoletu dowolnego (50 m), w której zajął 44. miejsce.
W latach późniejszych Henderson był trenerem drużyny narodowej.

## Wyniki olimpijskie
| Igrzyska | Konkurencja            | Wynik                           | Miejsce | Źródło |
| -------- | ---------------------- | ------------------------------- | ------- | ------ |
| IO 1984  | Pistolet dowolny, 50 m | 528 punktów (86-89-88-91-89-85) | 44      | [ 2 ]  |